# Mistrzostwa Świata w Łyżwiarstwie Szybkim w Wieloboju 1912
20. mistrzostwa świata w łyżwiarstwie szybkim w wieloboju odbyły się w dniach 17–18 lutego 1912 roku w stolicy Norwegii, Oslo. Zawodnicy startowali na naturalnym lodowisku na Gamle Frogner Stadion po raz trzeci (wcześniej w 1904, 1909). W zawodach wzięli udział tylko mężczyźni. Łyżwiarze startowali na czterech dystansach: 500 m, 1500 m, 5000 m, 10000 m. Po raz trzeci mistrzem został Norweg Oscar Mathisen, który pobił także dwa rekordy świata – na 500 m i 10000 m. O tym, które miejsca zajmowali zawodnicy decydowała mniejsza liczba punktów. Liczba punktów była identyczna z miejscem zajętym w danym biegu (1. miejsce – 1 punkt, 2. miejsce – 2 punkty itd.).

## Uczestnicy
W zawodach wzięło udział 15 łyżwiarzy z 3 krajów. Sklasyfikowanych zostało 9.
| Państwa biorące udział w mistrzostwach | Państwa biorące udział w mistrzostwach | Państwa biorące udział w mistrzostwach |
| -------------------------------------- | -------------------------------------- | -------------------------------------- |
| Imperium Rosyjskie                     | Norwegia                               | Szwecja                                |

## Wyniki
- DNF – nie ukończył, DNS – nie wystartował, WR – rekord świata

| Pozycja | Zawodnik           | Kraj               | 500 m        | 5000 m        | 1500 m       | 10000 m         | Pkt. |
| ------- | ------------------ | ------------------ | ------------ | ------------- | ------------ | --------------- | ---- |
| 01 !    | Oscar Mathisen     | Norwegia           | 44.2 (1.) WR | 8:45.2 (1.)   | 2:20.8 (1.)  | 17:46.3 (1.) WR | 4    |
| 02 !    | Gunnar Strömstén   | Imperium Rosyjskie | 47.0 (5.)    | 8:53.3 (3.)   | 2:26.1 (2.)  | 18:13.3 (2.)    | 10.5 |
| 03 !    | Trygve Lundgreen   | Norwegia           | 47.0 (5.)    | 8:52.5 (2.)   | 2:27.3 (4.)  | 18:15.3 (3.)    | 12.5 |
| 4.      | Martin Sæterhaug   | Norwegia           | 46.6 (3.)    | 9:11.9 (7.)   | 2:26.3 (3.)  | 18:57.9 (7.)    | 19   |
| 5.      | Ernst Cederlöf     | Szwecja            | 47.2 (7.)    | 9:06.6 (4.)   | 2:28.2 (5.)  | 18:18.2 (6.)    | 20   |
| 6.      | Stener Johannessen | Norwegia           | 48.1 (10.)   | 9:07.1 (5.)   | 2:28.3 (6.)  | 18:16.8 (5.)    | 22   |
| 7.      | Wasilij Ippolitow  | Imperium Rosyjskie | 48.2 (11.)   | 9:07.9 (6.)   | 2:28.9 (7.)  | 18:16.7 (4.)    | 24.5 |
| 8.      | Einar Berntsen     | Norwegia           | 48.2 (11.)   | 9:27.7 (9.)   | 2:32.4 (8.)  | 19:16.4 (8.)    | 31.5 |
| 9.      | Olaf Hansen        | Norwegia           | 51.0 (14.)   | 9:47.7 (11.)  | 2:39.8 (13.) | 19:57.2 (9.)    | 36   |
| DNF     | Magnus Herseth     | Norwegia           | 47.7 (9.)    | 10:05.6 (14.) | 2:35.8 (11.) | DNF             | -    |
| DNF     | Thoralf Thoresen   | Norwegia           | 47.5 (8.)    | 9:47.6 (10.)  | 2:35.2 (10.) | DNF             | -    |
| DNS     | Bjarne Frang       | Norwegia           | 46.7 (4.)    | 9:57.6 (13.)  | 2:33.8 (9.)  | 59:59.9 !       | -    |
| DNS     | Reidar Gundersen   | Norwegia           | 48.6 (13.)   | 9:53.0 (12.)  | 2:38.0 (12.) | 59:59.9 !       | -    |
| DNS     | Henning Olsen      | Norwegia           | 46.2 (2.)    | 9:14.5 (8.)   | 9:59.9 !     | 59:59.9 !       | -    |
| DNS     | Aksel Mathiesen    | Norwegia           | DNF          | 9:59.9 !      | 9:59.9 !     | 59:59.9 !       | -    |